# R-77

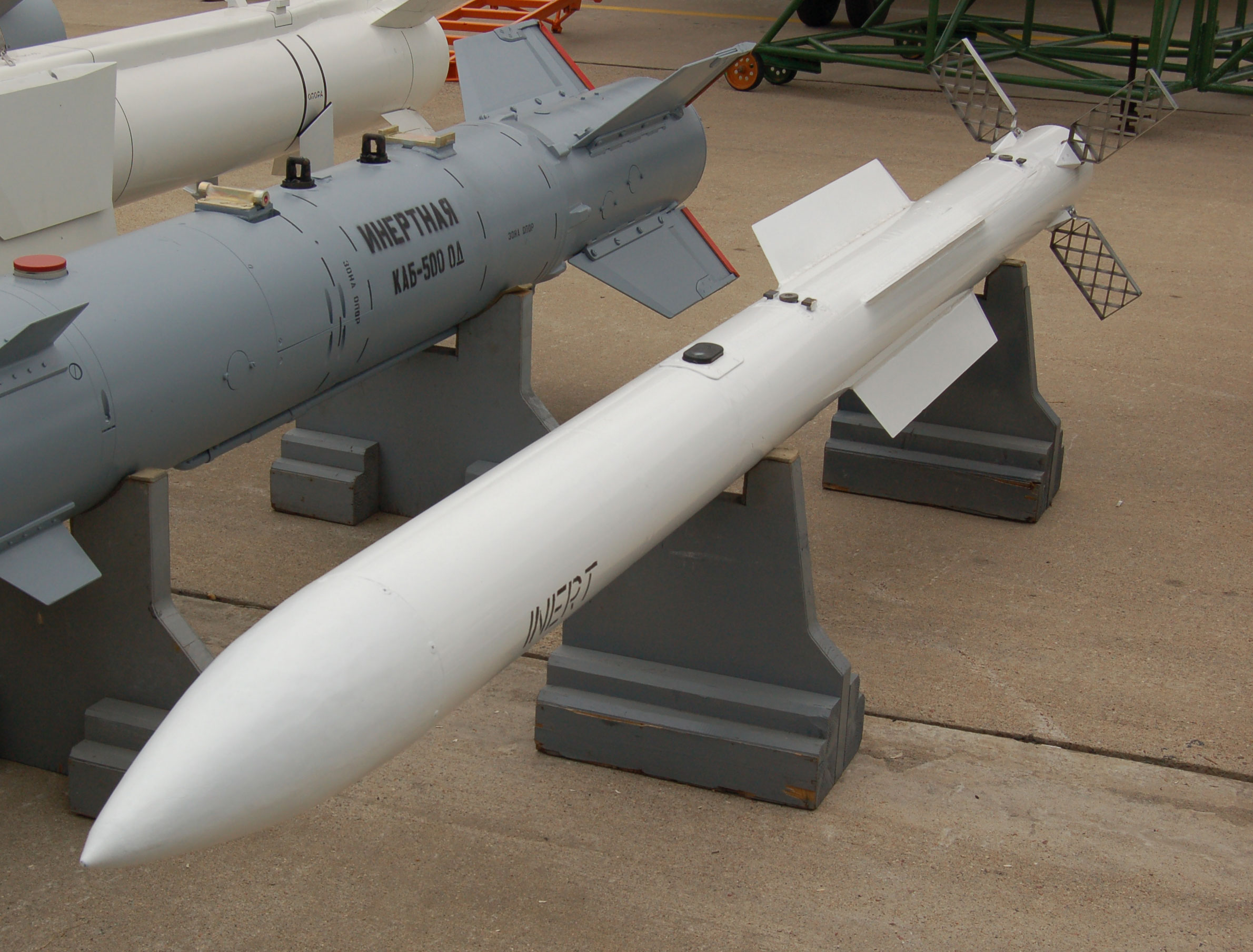
R-77 na MAKS 2009

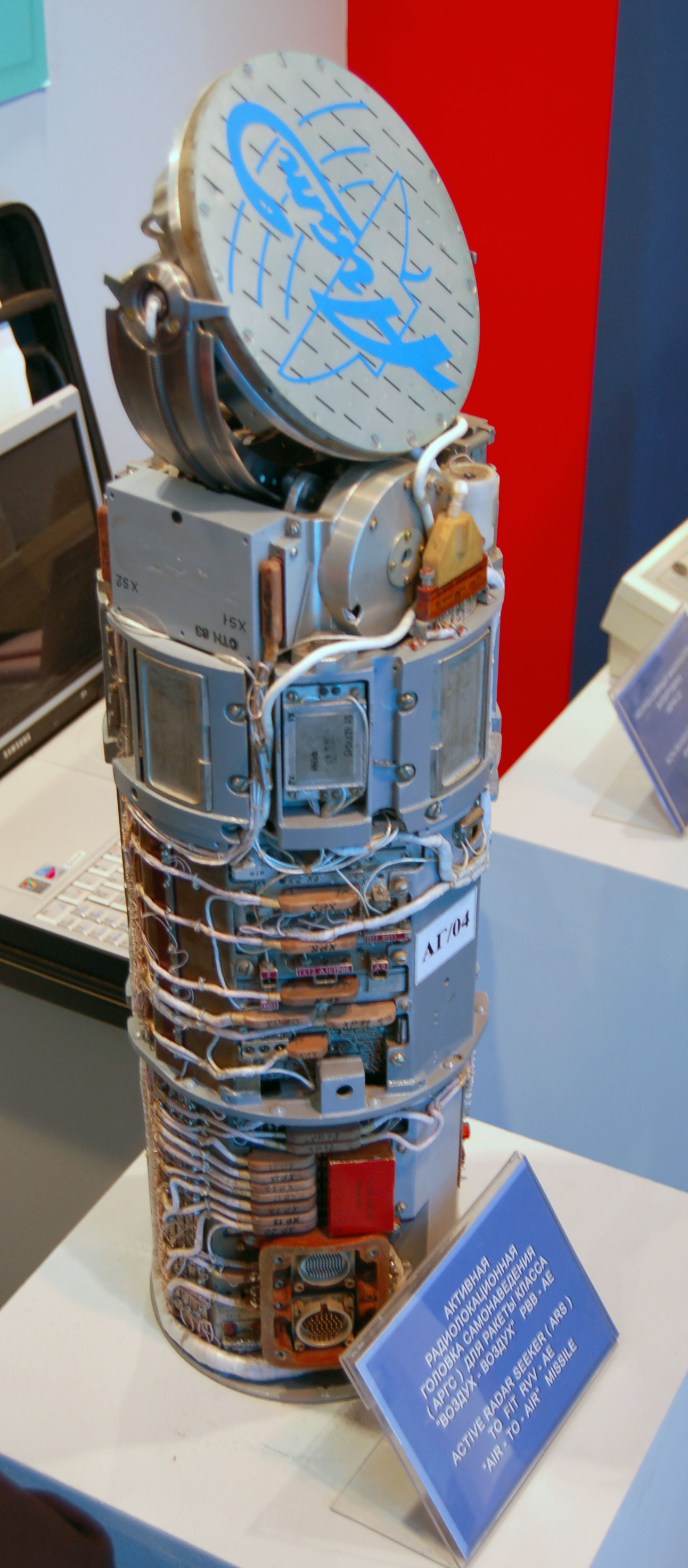
Vyhledávací systém rakety R-77

Vympel R-77 (RVV-AE) (v kódu NATO "AA-12 Adder") je v SSSR vyvinutá protiletadlová řízená střela středního dosahu s aktivním radarovým naváděním. V současnosti je to nejlepší ruská raketa na střední vzdálenosti a odpověď na americkou protiletadlovou raketu AIM-120 AMRAAM, díky čemuž získala přezdívku "Amraamski", a to i přesto, že se této střele vůbec nepodobá. Za novějšími raketami MBDA Meteor však již R-77 zaostává ve více parametrech, jako je dosah, rychlost nebo pokročilejší naváděcí systém .
Ve svých schopnostech překonává všechny starší typy ruských raket, včetně nejnovější verze osvědčené rakety R-27 (R-27AE).

## Vývoj
Vývoj této střely sahá až do roku 1982 k projektu RVV-AE. Tento projekt byl v SSSR známý pod prototypovým označením Izdělije 170. Na veřejnosti se poprvé představila na výstavě letecké techniky v Minsku v únoru 1992. Zaslouženou pozornost, nejen laické veřejnosti, ale i západních odborníků, získala zejména díky netradičním konstrukčním prvkům, které se do té doby neobjevily na žádné jiné protiletecké raketě. Především šlo o použití zadních řídících prvků ve tvaru mřížky, které radikálním způsobem zvyšují manévrovatelnost rakety. Při prudkých manévrech ve vysoké rychlosti se vynořuje další silná stránka této rakety a tou je maximální povolené přetížení, které představuje až 45 g. Další předností netradičních řídících prvků je údajné snížení efektivní radiolokační odrazné plochy. Tato fundamentální nová konstrukce vytváří výborné předpoklady pro úspěšné zasažení i extrémně manévrujících cílů za nepříznivých povětrnostních podmínek a to i na pozadí země, případně vodní plochy.
Vývoj této protiletecké střely je však poznamenán tragickou událostí, která se odehrála v raném stádiu existence této rakety v roce 1986. Během testovacích střeleb byla raketa R-77 odpálena z MiGu-23 na dálkově ovládaný vrtulník Mi-6, ale naváděcí soustava rakety uzamkla jiný cíl. Bylo jím dopravní letadlo Antonov An-26 letecké společnosti Aeroflot, které mělo větší radarovou odrazovou plochu a nenacházelo se na rušivém pozadí země. Raketa toto letadlo sestřelila. V té době se na jeho palubě nacházelo 26 pasažérů a všichni zahynuli.

## Bojové nasazení

Varianty R-77

Na začátku února 2016 byly v Sýrii nasazeny čtyři letouny Su-35S jako součást ruských leteckých expedičních sil. Su-35S byl pověřen úkoly zabezpečení vzdušného prostoru a byl důkladně zdokumentován, když byl vyzbrojen několika raketami R-77, tepelně naváděnými R-27T pod vnitřními závesy a R-73 pod vnějšími.

## Varianty
- R-77 – základní verze s dosahem 100 km
- R-77E – exportní verze s dosahem 75 km
- R-77PD – verze s přidaným náporovým motorem, s dosahem 160 km (R-77M)

## Uživatelé
| - Alžírsko - Angola - Bangladéš - Čína - Eritrea - Indie - Indonésie - Jemen - Malajsie - Barma - Peru - Rusko - Severní Korea - Venezuela |

## Specifikace (R-77/R-77E)

### Technické údaje
- Hmotnost: 175 kg
- Délka: 3,60 m
- Průměr: 200 mm
- Rozpětí: 700 mm
- Bojová hlavice: 30 kg
- Navádění: inerciální + aktivní radarové
- Motor: raketový motor na tuhé pohonné látky

### Výkony
- Maximální rychlost: 3+ M
- Maximální přetížení: 45 g
- Dosah:
  - 100 km (R-77)
  - 75 km (R-77E)
- Dostup: 20 – 30 km
- Maximální rychlost cíle: 3700 km/h
- Maximální přetížení cíle: 12 g

## Specifikace (R-77PD)

### Technické údaje
- Hmotnost: 225 kg
- Délka: 3,7 m
- Průměr: 200 mm
- Rozpětí: 700 mm
- Bojová hlavice: 22 kg
- Navádění: inerciální + aktivní radarové
- Motor: raketový, na tuhé pohonné látky + náporový

### Výkony
- Maximální rychlost: 3+ M
- Maximální přetížení: 45 g
- Dosah: 160 km
- Dostup: 20 – 30 km
- Maximální rychlost cíle: 3 700 km/h
- Maximální přetížení cíle: 12 g[9]